# Finkmes
Finkmes (Melaniparus fringillinus) är en fågel i familjen mesar inom ordningen tättingar.

## Utseende och läte
Finkmesen är en udda mes med rostfärgat ansikte, halsband och bröst, medan hjässan och ryggen är grå. På vingarna syns tydliga vita vingband. Lätet är ett typisk meslikt "tsit-tsit-di-di-di", rätt grovt och upprepat, medan sången består av två visslingar.

## Utbredning och systematik
Finkmesen förekommer i Östafrika, i södra Kenya och norra Tanzania. Den behandlas som monotypisk, det vill säga att den inte delas in i några underarter.

### Släktestillhörighet
Finkmesen placerades tidigare liksom övriga mesar i Afrika i släktet Parus, men har lyfts ut till det egna släktet Melaniparus efter genetiska studier från 2013 som visade att de utgör en distinkt utvecklingslinje.

## Levnadssätt
Finkmesen hittas på torr akaciasvann. Den ses vanligen i smågrupper och deltar gärna i kringvandrande artblandade flockar.

## Status och hot
Arten har ett stort utbredningsområde och en stor population med stabil utveckling och tros inte vara utsatt för något substantiellt hot. Utifrån dessa kriterier kategoriserar internationella naturvårdsunionen IUCN arten som livskraftig (LC). Världspopulationen har inte uppskattats men den beskrivs som ovanlig till vanlig.